# Lasioglossum bluethgeni
Lasioglossum bluethgeni är en biart som beskrevs av Ebmer 1971. Lasioglossum bluethgeni ingår i släktet smalbin, och familjen vägbin. Inga underarter finns listade i Catalogue of Life.